# Dietrich Thiede
Dietrich Thiede (* 13. November 1937 in Schneidemühl) ist ein deutscher Politiker und ehemaliger Landtagsabgeordneter (CDU).

## Leben und Beruf
Nach Erreichen der mittleren Reife im Jahre 1956 und dem anschließenden Besuch der Handelsschule begann er eine Ausbildung
zum Speditionskaufmann. Nach erfolgreichem Abschluss 1959 war er als Angestellter im Lehrbetrieb tätig. Von 1965 bis 1967 machte er eine Ausbildung zum Berufsberater im Arbeitsamt Detmold und im Arbeitsamt Herford. Von 1967 bis 1972 war er Berufsberater beim Arbeitsamt Herford. Nach weiterer Fortbildung war Thiede von 1972 bis 1992 als Berufsberater für Behinderte tätig und anschließend von 1992 bis 1995 als erster Berufsberater für Behinderte. 
Seit 1972 ist Thiede Mitglied der CDU.

## Abgeordneter
Vom 1. Juni 1995 bis zum 2. Juni 2005 war Thiede Mitglied des Landtags des Landes Nordrhein-Westfalen. Er wurde jeweils über die Landesliste seiner Partei gewählt.
Dem Kreistag des Kreises Herford gehörte er seit 1975 an. Er war von 1989 bis 2009 Stellvertreter des
Landrats. Außerdem war er von 1989 bis 1995 Mitglied der Landschaftsversammlung Münster.